# 多叶浙江木蓝
多叶浙江木蓝（学名：Indigofera parkesii var. polyphylla）为豆科木蓝属下的一个变种。

## 扩展阅读
- 維基物種上的相關：多叶浙江木蓝